# Irini Ioannidou
Irini Ioannidou (* 11. Juni 1991 in Essen) ist eine ehemalige deutsche Fußballspielerin.

## Karriere

### Vereine
Ioannidou spielte in ihrem Geburtsort beim dort ansässigen DJK Juspo Essen-West Fußball. Im weiteren Verlauf gehörte sie von 2004 bis 2007 der Jugendmannschaft des FCR 2001 Duisburg an, mit der sie am 24. Juni 2007 mit dem 1:0-Finalsieg über die U17-Mannschaft des FC Bayern München die deutsche B-Juniorinnen-Meisterschaft gewann. Im Alter von 16 Jahren rückte sie in die erste Mannschaft auf. Bis zur Sommerpause 2010 bestritt sie neun Bundesligaspiele sowie zwei Partien im DFB-Halbfinale und das Hin- und Rückspiel des Champions-League-Halbfinales 2010.
Zur Saison 2010/11 wurde sie vom Ligakonkurrenten SG Essen-Schönebeck verpflichtet. Von 2010 bis zum Saisonende 2020/21 bestritt sie für die ab 2012 unter dem Namen SGS Essen antretende Mannschaft 153 Bundesligaspiele, in denen ihr 14 Tore gelangen. Im Wettbewerb um den DFB-Pokal spielte sie 20 Mal und erzielte sieben Tore.
Im Mai 2021 wurde ihr Wechsel zum 1. FC Köln bekannt gegeben. Ihr einziges Pflichtspiel bestritt sie zum Saisonstart am 28. August 2021 beim 1:1-Unentschieden im Auswärtsspiel gegen ihren vorigen Verein, SGS Essen; im November 2021 wurde ihr Vertrag im Einvernehmen aufgelöst. Im gleichen Zug erklärte sie ihr sofortiges Karriereende. Im November 2024 wurde bekannt, dass Ioannidou an ALS erkrankt ist.

### Nationalmannschaft
Ioannidou kam als Nationalspielerin für die U15-Nationalmannschaft des DFB in zwei Länderspielen im Jahr 2006 zum Einsatz. Sie debütierte am 14. August beim 7:1-Sieg im Freundschaftsspiel gegen die U15-Nationalmannschaft Wales’. Ihr zweiter Einsatz vier Tage später gegen die U15-Nationalmannschaft Irlands war mit 5:0 ebenfalls erfolgreich verlaufen.
Mit der deutschen U19-Nationalmannschaft nahm sie an der vom 24. Mai bis zum 5. Juni 2010 in Nordmazedonien ausgetragenen Europameisterschaft teil. Sie kam im zweiten Spiel der Gruppe A, beim 5:1-Sieg über die U19-Nationalmannschaft Schottlands, und bei der 4:6-Halbfinalniederlage gegen die U19-Nationalmannschaft Frankreichs zum Einsatz.
Ihr einziges Länderspieltor erzielte sie am 24. Mai 2012 in Hamburg beim 2:0-Sieg über die U23-Nationalmannschaft Schwedens im bislang letzten Spiel einer U23-Nationalmannschaft mit dem Treffer zur 1:0-Führung in der 26. Minute.

## Erfolge
Nationalmannschaft
- Halbfinalist U19-Europameisterschaft 2010

FCR 2001 Duisburg
- Champions-League-Halbfinalist 2010
- UEFA-Women’s-Cup-Sieger 2009 (ohne Einsatz)
- DFB-Pokal-Sieger 2009, 2010
- Deutscher B-Juniorinnen-Meister 2007